# کاستلین ۴۷۶۹

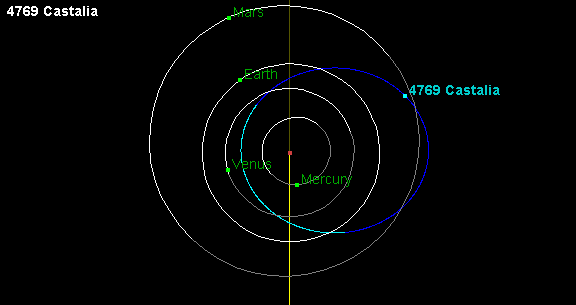
نمایی از محل قرارگیری سیارک کاستلین ۴۷۶۹ در مدار – ۲۰۱۲

سیارک ۴۷۶۹ (به انگلیسی: 4769 Castalia، نامگذاری:1989PB) چهار هزار و هفتصد و شصت و نهمین سیارک کشف شده‌است که در ۹ اوت ۱۹۸۹ کشف شد.
قدر مطلق سیارک برابر ۱۶٫۹۰ است.